# Muljanka
Muljanka (russisk Мулянка) er en flod i Perm kraj i Rusland og en af bifloderne til Kama fra venstre. Floden løber gennem byen Perm og industrien nær byen og floden har stor indflydelse på økologien i floden.
Muljanka er 52 km lang og har et afvandingsareal på 460,7 km². Muljanka har 35 bifloder og den største af disse er Pyzj fra venstre.
Muljanka har udspring i Permskij rajon i Perm kraj. Den løber hovedsageligt vestover i udkanten af Perm.
Landsbyen Verkhnije Mully er en af de ældste bebyggelser ved Perm og ligger ved Muljanka. Der går tre broer over Muljanka.
Muljanka er forurenet af industriområder som ligger langs floden, blandt andet oljeraffinaderiet JSC LUKOIL-Permnefteorgsintez, som har været i drift siden 1958.